# Stanisław Cycoń
Stanisław Wojciech Cycoń (ur. 27 marca 1899 w Starym Sączu, zm. wiosną 1940 w Katyniu) – kapitan piechoty Wojska Polskiego, kawaler Krzyża Walecznych, ofiara zbrodni katyńskiej.

## Życiorys
Urodził się w rodzinie Jana i Elżbiety z Przybyłowiczów. Absolwent Męskiego Seminarium Nauczycielskiego w Starym Sączu. Należał do Towarzystwa Gimnastycznego „Sokół” w Nowym Sączu. Powołany do C. K. 20 pułku piechoty. Żołnierz 1 kompanii kadrowej Legionów Polskich. Od października 1917 do lutego 1918 służył w Polskim Korpusie Posiłkowym. Przy próbie przejścia na rosyjską stronę frontu pod Rarańczą internowany w Bolechowie, a potem w Huszt. Po powrocie do Sącza działacz POW. Walczył z Ukraińcami w obronie Przemyśla i Lwowa. W czasie wojny 1920 r. brał udział w walkach w szeregach 5 pułku piechoty Legionów. W 1920 został ranny.
W okresie międzywojennym pozostał w wojsku. Do 1923 był w 5 pp Leg., przeniesiony do 21 pułku piechoty. Od 1927 do 1930 uzupełnił wykształcenie średnie i ukończył Szkołę Podchorążych Piechoty w Bydgoszczy. Awansowany do stopnia podporucznika (starszeństwo z dniem 15 sierpnia 1930 i 20 lokatą w korpusie oficerów piechoty). Następnie skierowany do Szkoły Podoficerskiej i Szkoły Oficerskiej w Łobzowie, po czym przeniesiony został (1933) do 75 pułku piechoty. W marcu 1939 był oficerem administracyjno-materiałowym 75 pp.
W czasie kampanii wrześniowej 1939 w Ośrodku Zapasowym 23 Dywizji Piechoty. Po agresji ZSRR na Polskę wzięty do niewoli przez Sowietów w Kołomyi i osadzony w obozie jenieckim w Kozielsku. Między 19 a 21 kwietnia 1940 przekazany do dyspozycji naczelnika smoleńskiego obwodu NKWD – lista wywózkowa LW 036/4 poz. 54, akta osobowe nr 3888 z 16 kwietnia 1940. Został zamordowany wiosną 1940 przez funkcjonariuszy NKWD w lesie katyńskim i pogrzebany w bezimiennej mogile zbiorowej, gdzie od 28 lipca 2000 mieści się oficjalnie Polski Cmentarz Wojenny w Katyniu. W miejscu tym prowadzone były ekshumacje i prace archeologiczne, jednak Stanisław Wojciech Cycoń nie został zidentyfikowany. Jego nazwisko znajduje się w kalendarzyku znalezionym przy szczątkach ppor. Dobiesława Jakubowicza i przechowywanym w Archiwum dr. Robla (pakiet 0836-04). Krewni w 1947 poszukiwali informacji o Stanisławie Cyconiu przez Biuro Informacji i Badań Polskiego Czerwonego Krzyża w Warszawie.

### Życie prywatne
Od 1921 żonaty z Wiktorią Walczakówną, mieli trzy córki: Halinę, Danutę i Zofię.

## Upamiętnienie
- 5 października 2007 minister obrony narodowej Aleksander Szczygło mianował go pośmiertnie na stopień majora[13][14][15]. Awans został ogłoszony 9 listopada 2007 w Warszawie, w trakcie uroczystości „Katyń Pamiętamy – Uczcijmy Pamięć Bohaterów”[16][17][18].
- na tablicy przed wejściem głównym do budynku Zespołu Szkół Zawodowych Nr 1 w Starym Sączu na ul. Daszyńskiego 15, ku pamięci 21 pomordowanych w Katyniu i Charkowie absolwentów Seminarium Nauczycielskiego[19].
- na pamiątkowej karcie pocztowej[20].
- na środkowej tablicy pomnika na kwaterze wojennej z II wojny światowej w Starym Sączu[21].

## Ordery i odznaczenia
- Krzyż Walecznych[5]
- Medal Niepodległości (9 listopada 1933)[22]
- Srebrny Krzyż Zasługi (22 maja 1939)[23]
- Medal Pamiątkowy za Wojnę 1918–1921
- Medal Dziesięciolecia Odzyskanej Niepodległości
- Gwiazda Przemyśla
- Odznaka Honorowa „Orlęta”[5]